# Hepatologi
Hepatologi, av grekiskans ἡπαρ "lever", är en medicinsk specialitet som är en del av gastroenterologin, och ägnar sig åt studier av levern, gallblåsan, gallgångar och bukspottkörteln, såväl de friska vävnaderna som sjukdomar och deras diagnosticering och behandling. De gastroentereologer, som ägnar sig åt detta ämne, kallas hepatologer.
Vanliga sjukdomar som behandlas inom hepatologin är hepatit och alkoholrelaterade problem, vilket kan föregripa cancer i organen. Överdosering av läkemedel (exempelvis paracetamol), ämnesomsättningssjukdomar, gulsot, ascites, systemiska sjukdomar, fettlever, skrumplever, och många zoonoser, är sjukdomar som hepatologin behandlar.